# خفاش بال‌خمیده گریفیث
خفاش بال‌خمیده گریفیث (نام علمی: Miniopterus griffithsi) نام یک گونه از سرده خفاش‌های بال‌خمیده است.